# Otpor (pokret u Srbiji)
Otpor je bila organizacija, odnosno pokret u Srbiji. Izrasla je iz studentskih gibanja i bila jednom od najaktivnijih snaga civilnog društva u Srbiji suprotstavljenog Miloševićevom režimu. Ideologija tog pokreta i danas je relevantna procesima uspostave identiteta srbijanskog civilnog društva. Osobito se ističu utjecaji ideologije neoliberalizma i orijentalističkog diskursa. Ideolozi Otpora su se neselektivno odnosili ka domaćim povijesno-kulturnim tradicijama (otomanskoj baštini, npr.). Ipak, gibanja u Srbiji nakon 5. listopada 2000. dosta su različita od mirnih procesa u Hrvatskoj nakon 3. siječnja 2000., ne samo zbog upotrebe nasilja i redoslijeda poteza. Prodemokratska oporba u Srbiji i ustanove civilnog društva su idejno, više negoli financijski bili ovisno od vodećih čimbenika razvijenog Zapada. Nasuprot tome, ista je strana bila okrenuta atavističkim porivima etničkog partikularizma s druge stran, zbog čega su se pojavile brojne neadekvatnosti u pokušajima artikulacije valjane alternative nedemokratskoj vlasti Srbije i njenoj imperijalnoj politici, pa se zato moralo toliko dugo čekati na promjenu političkog režima. U promjeni su bitnu ulogu su odigrale nevladine organizacije i druge građanske inicijative, manje izložene slabostima od službenih oporbenih stranaka. Široke skupine mladeži, te studentica i studenata bitnu su ulogu odigrale u tome. Studentski pokret, tj. studentska gibanja u Srbiji tokom devedesetih, karakterizira jak demokratski naboj. Taj pokret je kao jedan od primjera najizrazitije artikuliranih suprotstavljanja službenoj državnoj politici “difuzne fašizacije”. Pokret nije imao hijerarhiju niti vodstva, zato što su htjeli izbjeći da vlasti potkupe ili zastraše čelnika/čelnike pokreta, a k tome je narod bio prezasićen mnoštvom velikih i malih čelnika.